# Ernâni Lopes
Ernâni Rodrigues Lopes GCC • GCIH (Lisboa, 20 de Fevereiro de 1942 — Lisboa, 2 de Dezembro de 2010) foi um economista e político português que foi Ministro das Finanças entre 1983 e 1985, durante o terceiro governo de Mário Soares. O seu mandato foi marcado pela aplicação das duras medidas de austeridade exigidas pelo segundo resgate do FMI a Portugal e pelas negociações finais para a adesão de Portugal à Comunidade Económica Europeia.

## Biografia
Licenciado pelo Instituto Superior de Ciências Económicas e Financeiras (actual ISEG, da Universidade Técnica de Lisboa), tendo recebido o Prémio D. Dinis atribuído aos alunos com melhores notas.
Em 1964. cumpriu o serviço militar, como oficial da Reserva Naval, entre 1964 e 1967, e ingressou no Banco de Portugal, em 1967. Integraria o Serviço de Estatística e Estudos Económicos do Banco; como assistente técnico, de 1967 a 1974, e diretor, até 1975
Paralelamente à sua carreira no Banco de Portugal, prosseguiu a carreira académica; foi assistente do ISCEF, entre 1966 e 1974; doutorou-se em Economia, pela Universidade Católica Portuguesa, em 1982, assumindo o Instituto de Estudos Europeus desta universidade, a partir de 1996.
As primeiras funções públicas que Ernâni Lopes desempenhou foi como chefe da Missão de Portugal junto das Comunidades Europeias, de 1979 a 1983. Viria, em seguida, a desempenhar o cargo de Ministro das Finanças e do Plano no IX Governo Constitucional entre 1983 e 1985, negociou a adesão de Portugal à então Comunidade Económica Europeia (CEE) e aplicou o programa do FMI no país no início dos anos 1980.
Foi agraciado com a Grã-Cruz da Ordem Militar de Nosso Senhor Jesus Cristo a 14 de Maio de 1984 e com a Grã-Cruz da Ordem do Infante D. Henrique a 15 de Junho de 1988.
Fundou e foi sócio-gerente da consultora SaeR - Sociedade de Avaliação Estratégica e Risco. Foi também membro fundador e Presidente do Conselho de Administração da Fundação Luso-Espanhola (2000-2010).
Coordenou dois importantes trabalhos científicos para melhorar as políticas de Portugal. São relatórios com mais de 900pág. cada. Um sobre TURISMO, apresentado em fins de 2004, o outro "HYPERCLUSTER DA ECONOMIA DO MAR", em 2007. Umas poucas partes das recomendações de 2004 foram implementadas ao final do mandato de José Sócrates, pelo então Secretário de Estado de Turismo, Bernardo Trindade, em 2010. As relativas a Economia do Mar só em 2017 começam a ser debatidas no Governo.
Morreu aos 68 anos, no IPO de Lisboa, após 4 anos de luta contra um linfoma.
O seu nome foi dado à Rua Ernâni Lopes, em Benfica, Lisboa.

## Funções governamentais exercidas
- IX Governo Constitucional
  - Ministro das Finanças e do Plano

## Funções diplomáticas exercidas
- 1975-1979: Embaixador de Portugal em Bona, República Federal da Alemanha
- 1979-1983: Embaixador e chefe da missão portuguesa às Comunidades Europeias em Bruxelas, responsável pelas negociações de adesão de Portugal à CEE.[7]

## Condecorações[9][14]
- Grã-Cruz da Ordem Militar de Nosso Senhor Jesus Cristo de Portugal (14 de Maio de 1984)
- Excelentíssimo Senhor Grã-Cruz da Ordem do Mérito Civil de Espanha (5 de Julho de 1985)
- Grã-Cruz do Mérito da Ordem do Mérito da República Federal da Alemanha Ocidental (5 de Julho de 1985)
- Grã-Cruz da Ordem de Leopoldo II da Bélgica (8 de Julho de 1985)
- Grã-Cruz da Ordem do Infante D. Henrique de Portugal (15 de Junho de 1988)